# AG2R Citroën Team/2023
Deze pagina geeft een overzicht van de UCI World Tour wielerploeg AG2R-Citroën in 2023.

## Algemeen
Algemeen manager: Vincent Lavenu
Teammanager: Laurent Biondi
Ploegleiders: Alexandre Abel, Stephen Barrett, Cyril Dessel, David Giraud, Stéphane Goubert, Nicolas Guille, Didier Jannel, Julien Jurdie, Artūras Kasputis, Jean-Baptiste Quiclet
Fietsmerk: BMC

## Renners
| Naam                   | Geboortedatum | Nationaliteit    | Ploeg 2022                       |
| ---------------------- | ------------- | ---------------- | -------------------------------- |
| Alex Baudin            | 25-05-2001    | Frankrijk        | Tudor Pro Cycling Team           |
| Clément Berthet        | 02-08-1997    | Frankrijk        |                                  |
| Franck Bonnamour       | 20-06-1995    | Frankrijk        | B&B Hotels - KTM                 |
| Geoffrey Bouchard      | 01-04-1992    | Frankrijk        |                                  |
| Mikaël Cherel          | 17-03-1986    | Frankrijk        |                                  |
| Benoît Cosnefroy       | 17-10-1995    | Frankrijk        |                                  |
| Stan Dewulf            | 20-12-1997    | België           |                                  |
| Felix Gall             | 27-02-1998    | Oostenrijk       |                                  |
| Pierre Gautherat       | 16-01-2003    | Frankrijk        | SCO Dijon-Team Matériel-Velo.com |
| Dorian Godon           | 25-05-1996    | Frankrijk        |                                  |
| Jaakko Hänninen        | 16-04-1997    | Finland          |                                  |
| Jordan Labrosse*       | 15-09-2002    | Frankrijk        | AG2R Citroën U23 Team            |
| Paul Lapeira           | 25-02-2000    | Frankrijk        |                                  |
| Lawrence Naesen        | 28-08-1992    | België           |                                  |
| Oliver Naesen          | 16-09-1990    | België           |                                  |
| Ben O'Connor           | 25-11-1995    | Australië        |                                  |
| Aurélien Paret-Peintre | 27-02-1996    | Frankrijk        |                                  |
| Valentin Paret-Peintre | 14-01-2001    | Frankrijk        |                                  |
| Nans Peters            | 12-03-1994    | Frankrijk        |                                  |
| Nicolas Prodhomme      | 01-02-1997    | Frankrijk        |                                  |
| Antoine Raugel         | 14-02-1999    | Frankrijk        |                                  |
| Valentin Retailleau    | 18-06-2000    | Frankrijk        |                                  |
| Marc Sarreau           | 10-06-1993    | Frankrijk        |                                  |
| Michael Schär          | 29-09-1986    | Zwitserland      |                                  |
| Damien Touzé           | 07-07-1996    | Frankrijk        |                                  |
| Bastien Tronchon       | 29-03-2002    | Frankrijk        | AG2R Citroën U23 Team            |
| Greg Van Avermaet      | 17-05-1985    | België           |                                  |
| Andrea Vendrame        | 20-07-1994    | Italië           |                                  |
| Clément Venturini      | 16-10-1993    | Frankrijk        |                                  |
| Larry Warbasse         | 28-06-1990    | Verenigde Staten |                                  |

*vanaf 1/8

### Stagiairs
Per 1 augustus 2023
| Naam                 | Geboortedatum | Nationaliteit | Vorige ploeg          |
| -------------------- | ------------- | ------------- | --------------------- |
| Joris Chaussinand    | 26-02-2002    | Frankrijk     | AG2R Citroën U23 Team |
| Baptiste Veistroffer | 29-05-2000    | Frankrijk     | VC Pays de Loudéac    |
| Killian Verschuren   | 20-10-2002    | Frankrijk     | VC Pays de Loudéac    |

### Vertrokken
| Renner              | Geboortedatum | Nationaliteit | Ploeg 2023               |
| ------------------- | ------------- | ------------- | ------------------------ |
| Lilian Calmejane    | 06-12-1992    | Frankrijk     | Intermarché-Circus-Wanty |
| Clément Champoussin | 29-05-1998    | Frankrijk     | Arkéa-Samsic             |
| Anthony Jullien     | 05-03-1998    | Frankrijk     | Gestopt                  |
| Bob Jungels         | 22-09-1992    | Luxemburg     | BORA-hansgrohe           |
| Gijs Van Hoecke     | 12-11-1991    | België        | Human Powered Health     |

## Overwinningen
| Ronde van de Alpes-Maritimes en de Var 3e etappe: Aurélien Paret-Peintre Trofeo Laigueglia Nans Peters Brabantse Pijl Dorian Godon Ronde van Italië 4e etappe: Aurélien Paret-Peintre Boucles de l'Aulne Greg Van Avermaet Ronde van Zwitserland 4e etappe: Felix Gall Ploegenklassement: *1) | Ronde van Frankrijk 17e etappe: Felix Gall Ronde van Poitou-Charentes 4e etappe: Marc Sarreau Ronde van Veneto Dorian Godon |  |

*1) Ploeg Ronde van Zwitserland: Berthet, Cherel, Dewulf, Hänninen, Gall, Schär, Venturini
2000 · 2001 · 2002 · 2003 · 2004 · 2005 · 2006 · 2007 · 2008 · 2009 · 2010 · 2011 · 2012 · 2013 · 2014 · 2015 · 2016 · 2017 · 2018 · 2019 · 2020 · 2021 · 2022 · 2023 · 2024 · 2025
AG2R-Citroën · Alpecin-Deceuninck · Astana Qazaqstan · Bahrain Victorious · BORA-hansgrohe · Cofidis · EF Education-EasyPost · Groupama-FDJ · INEOS Grenadiers · Intermarché-Circus-Wanty  · Jumbo-Visma · Movistar Team · Soudal-Quick Step · Team Arkéa Samsic · Team DSM · Team Jayco AlUla · Trek-Segafredo · UAE Team Emirates